# Wladimir Sergejewitsch Imschennik
Wladimir Sergejewitsch Imschennik (russisch Владимир Сергеевич Имшенник, englische Transkription Vladimir Sergeevich Imshennik; * 27. September 1928 in Debalzewe; †  7. Februar 2023 in Moskau) war ein russischer theoretischer Physiker, der zur Astrophysik, Magnetohydrodynamik und Plasmaphysik arbeitete.

## Leben und Wirken
1932 übersiedelte die Familie von Imschennik nach Moskau, wo er nach Ende des Zweiten Weltkrieges an der dortigen Lomonossow-Universität bis 1951 Physik studierte. Nach Ende des Studiums war er an den theoretischen Forschungsarbeiten zum Bau einer sowjetischen Wasserstoffbombe in den Städten Obninsk und Sneschinsk beteiligt. Theoretische Probleme der kontrollierten Kernfusion blieben während seines Forscherlebens im Zentrum seines wissenschaftlichen Interesses. 1961 wechselte er an das von M. W. Keldysch geleitete Institut für Angewandte Mathematik der Akademie der Wissenschaften der UdSSR, wo er 18 Jahre lang tätig war. Er forschte dort vor allem zur Magnetohydrodynamik (linearer Pinch) und Plasmaphysik. Ab 1979 leitete er im Institut für Theoretische und Experimentelle Physik das Labor für Trägheitsfusion, das später in das Labor für Plasmaphysik und Astrophysik überführt wurde. Bereits im Institut für Angewandte Mathematik begann Imschennik mit Arbeiten über Supernovae, speziell zu Supernova-Explosionen und zur Simulation von Supernova-Lichtkurven sowie zum Neutrinotransport in Sternen. Seine Resultate bildeten die Grundlage für die moderne hydrodynamische Theorie der Expansion von Supernovahüllen. Die Resultate seiner Forschungen wurden wesentlich bestätigt durch Beobachtungen der Supernova 1987A in der Großen Magellanschen Wolke. Ab 1996 war er Leiter des Bereiches für theoretische Astrophysik und Probleme der thermonuklearen Physik des Moskauer Instituts für Physik und Technologie.
1982 erhielt Imschennik den Staatspreis der UdSSR. 2001 wurde er mit der Sacharow-Goldmedaille der Russischen Akademie der Wissenschaften ausgezeichnet. Ab 2003 war er korrespondierendes Mitglied der Akademie.

## Schriften (Auswahl)
- V. S. Imshennik, S. I. Syrovatskii: Two-dimensional flow of an ideally conducting gas in the vicinity of the zero line of a magnetic field. In: Soviet Physics – JETP. Band 25, Nr. 4, 1967, S. 656–664.
- E. K. Grassberg, V. S. Imshennik, D. K. Nadyozhin: On the theory of the light curves of supernovae. In: Astrophysics and Space Science. Band 10, Nr. 1, 1971, S. 28–51, doi:10.1007/BF00654604.
- V. S. Imshennik, D. K. Nadezhin: Supernova 1987A in the Large Magellanic Cloud: observations and theory. In: Uspekhi Fizicheskikh Nauk. Band 156, Nr. 4, 1988, S. 561–651.
- V. S. Imshennik: Explosion mechanism in supernovae collapse. In: Space Science Review. Band 74, Nr. 3–4, 1995, S. 325–334, doi:10.1007/BF00751418.
- V. S. Imshennik, O. G. Ryazhskaya: A rotating collapsar and possible interpretation of the LSD neutrino signal from SN 1987A. In: Astronomy Letters. Band 30, Nr. 1, 2004, S. 14–31, doi:10.1134/1.1647473.